# اوچ‌قون (شهرستان نارین)
اوچ‌قون (به لاتین: Uchkun) یک روستا در قرقیزستان است که در شهرستان نارین واقع شده‌است. اوچ‌قون ۲٬۳۶۷ نفر جمعیت دارد.